# Allodissus sulcatipennis
Allodissus sulcatipennis là một loài bọ cánh cứng trong họ Cerambycidae.